# Mammad Rahim
Pour les articles homonymes, voir Rahim.
Mammad Rahim (en azéri:Məmməd Rahim Abbas oğlu Hüseynov pseudonyme : Mamed Rahim ; né le 7 (20) avril 1907) à Bakou et mort  le 6 mai 1977 à Bakou) est un poète, dramaturge, traducteur azerbaïdjanais, membre de l'Union des écrivains d'Azerbaïdjan depuis 1934, Poète national de la RSS d'Azerbaïdjan (1964), Artiste émérite de la RSS d'Azerbaïdjan (1940), Travailleur culturel émérite de la RSS d'Arménie (1970), Lauréat du Prix Staline (1949).

## Biographie
Mammad Rahim est né le 20 avril 1907 à Bakou dans la famille d'un petit entrepreneur. En 1917, son père décède et il vit sous la garde de son frère aîné, un cheminot. Il étudie dans les écoles de Bakou et entre à la faculté d'études orientales de l'Institut pédagogique (en 1928), tout en travaillant comme traducteur à Azernechr (1928-1931). Il commence sa carrière d'enseignant à la 1ère école quinquennale soviétique de Bakou (1931-1935). En 1926, son premier poème "Gördüm" est publié, et en 1930, son premier recueil de poèmes "Rêves". Il parle activement dans la presse périodique. Il est chef du département de poésie et secrétaire de la section d'organisation (1938-1940), chef du département de la défense (1941-1946), et va également en mission spéciale en Iran. Depuis 1946, il ne travaille pas uniquement parce qu'il était engagé dans la créativité littéraire. Après une certaine pause, il reprend la direction de la section poésie de l'Union des écrivains (1947-1950;1951-1952). Il part en voyage en Turquie et en Méditerranée.

## Œuvres
Il écrit :
- le drame en vers Khagani (1955),
- les poèmes Sayat Nova (1956), Natevan (1962).
- Oeuvres choisis

Ses œuvres sont traduites dans les langues des peuples de l'ex-URSS et dans un certain nombre de langues européennes.Il fait des traductions de Ch. Petefi, Pierre-Jean de Béranger, A. Tvardovsky, A. Blok, Schiller, Nekrasov, H. Tumanyan et d’autres.

## Décorations
- Deux ordres et médailles de l'Ordre de Lénine (1945-1967),
- Ordre de la Révolution d'octobre (1977),
- Ordre de la Bannière rouge du travail (1965)[4].